# Cantó de Peçac-2
El cantó de Peçac-2 és un cantó francès del departament de la Gironda, situat al districte de Bordeus. Compta amb part del municipi de Peçac.

## Història
| Data d'elecció                           | Identitat           | Partit | Qualitat |
| ---------------------------------------- | ------------------- | ------ | -------- |
| 1976-1982                                | Alain Sautereau     | PS     |          |
| 1982-1988                                | Robert Sicre        | PS     |          |
| 1988-1998                                | Alain Rousset       | RPR    |          |
| 1998-                                    | Jean-Jacques Benoît | PS     |          |
| les dades anteriors no són pas conegudes |                     |        |          |
|                                          |                     |        |          |

## Demografia
| 1962 | 1968 | 1975 | 1982 | 1990 | 1999 | 2006   |
| ---- | ---- | ---- | ---- | ---- | ---- | ------ |
| -    | -    | -    | -    | -    | -    | 27.536 |